# Antoni Sañez Reguart
Antoni Sañez Reguart (segle xviii) fou comissari de guerra de marina, natural de Barcelona fill de Carlos Sañez, que fou capità del regiment d'infanteria de Sevilla, i al mateix temps secretari de la comandància general de Catalunya. Es casà amb Teresa Duran d'una família distingida de Figueres. Entrà al servei del Rei en 1763 en la renda de correus. En 1769 va ser nomenat oficial tercer de la secretària de la Direcció General de correus, i mentre dels contínues tasques del seu destí, va traduir i va començar a publicar en 1772 l'erudita obra que va donar a llum a Venècia en llengua toscana pel cèlebre advocat José Antonio Constantini amb el títol «Cartas criticas» de la que se'n feren diverses reimpressions. En 1776 per encàrrec especial del comte de Campomanes va traduir del francès el «Arte de hacer el vino» escrit per l'acreditat colliter Mr Maupin, havent fet abans repetits experiments i assajos per assegurar- la veritat d'aquest art : motiu pel qual la societat econòmica de Madrid el va elegir soci de mèrit. En 1777 la Direcció General de correus va nomenar el seu representant al Monte Pio que es va establir a Madrid per donar filar a les dones pobres. En 1778 va publicar traduït del francès al tractat de la «Ciencia del mundo, y las noticias útiles para la conducta de la vida»; Obra de Callière, dividida en dues converses que comprenen 27 capítols sent els interlocutors un comanador i una marquesa, en què parlen dels punts principals que ocorren en el tracte civil imprès a Madrid per Román. En 1780 retenint l'ocupació que gaudia en correus va passar per ordre del Rei a diverses comissions, i especialment a indagar i proposar els mitjans de fomentar la pesca a les costes del sud d'Espanya.
En 1781 de resultes de l'examen sobre el comerç del salmó estranger que es consumia a Espanya, redactà una relació instructiva per a utilitzar aquesta pesqueria a Espanya; presentant a aquest fi unes ordenances que compongué la qual cosa va remetre a la secretaria d'estat, on hi ha d'haver amb molts informes i memòries d'objectes útils o la monarquia. En 1783 va guanyar el premi de la medalla d'or oferta per la societat de Sanlúcar de Barrameda a què escrivís una memòria sobre la restauració de la pesca a aquells mars, i que comprèn l'enumeració de les causes de l'endarreriment de la pesqueria, i els mitjans eficaços per al seu restabliment; i va ser a més triat soci de mèrit. En 1784 presentà a Carles III d'Espanya la col·lecció de peixos, aus, plantes, i insectes marins de les costes de la península, pintats exactament al natural amb tots els seus colors, composta de 318 làmines. En 1785 es van començar a gravar de real ordre aquests dibuixos, ocupant-se Sañez a escriure la història física de cada peix, au, planta, i insecte formant una ictiologia espanyola, lliurant molt aviat el primer tom a la secretaria d'estat, i continuant a escriure sobre el mateix, i en recollir molts documents i memòries per il·lustrar l'obra.
Va ser nomenat llavors per a la inspecció general de matrícules de gent de mar, viatjant a Barcelona el 1786 per reunir-se amb els altres companys, i seguir amb ells tota la vora dels mars que envolten la península. En 18 desembre 1787 va tornar a Madrid la inspecció, i llavors es va dedicar Sañez Reguart a formar les ordenances generals de pesca, i a més la instrucció per l'empresa de pesca a Galícia, la qual aprovada pel Rei es va imprimir després, i al març de 1789 va presentar ja concloses les esmentades ordenances generals. Llavors mateix va meditar i va proposar al Govern la formació d'una companyia general de pesca i navegació que es va establir el 1789 sota el nom de Companyia marítima, segons reial cèdula de 19 de setembre de la qual fou nomenat director general i perpetu: atenent que és el primer fundador de la companyia. També va ser nomenat el mateix any per compondre la companyia de la pesca, i fàbrica de corall erigida pel Rei i presidida pel Bernardo Iriarte ministre del consell d'Índies, segons es veu en el reial nomenament que va rebre amb data d'11 febrer 1790 del llavors ministre d'Hisenda Lerena. Malgrat tantes comissions va donar a llum en 1791 amb aprovació ia expenses del Rei, els dos primers toms en foli del «Diccionario de artes de la pesca nacional» finalitzada posteriorment en cinc volums amb 346 làmines.